# Western Gun
Western Gun, appelé Gun Fight aux États-Unis, est un jeu vidéo, sorti en 1975 sur borne d'arcade. Développé à l'origine par la compagnie japonaise Taito, il a été porté aux États-Unis par Midway Manufacturing Company.

## Système de jeu
Le jeu hérite des possibilités de déplacement de Pong et se joue uniquement à deux joueurs. Chaque joueur incarne un cow-boy qui se déplace latéralement sur l'un des côtés du terrain. Il s'agit d'abattre l'adversaire pour marquer 1 point. Il est possible de se protéger des tirs adverses grâce aux cactus. Celui qui a marqué le plus de points à la fin du décompte gagne la partie, en cas d'égalité un point supplémentaire doit être marqué.

## Divers
Il est le premier jeu de l'histoire à utiliser un microprocesseur, l'Intel 8080, plutôt que la technologie TTL. Le jeu présente des graphismes monochromes.
À l'origine, le jeu est manufacturé par la compagnie japonaise Taito sous le nom de Western Gun. Au lieu des traditionnelles tables de circuits à transistors utilisées jusqu'ici par la version japonaise du jeu, Midway décide de refaire le jeu pour sa conversion américaine et de le renommer Gun Fight. Dave Nutting et Tom McHugh ont utilisé un CPU Intel 8080, une puce 8-bit considérée comme le premier microprocessor réellement utilisable. Il permet au titre d'obtenir des graphismes plus fluides, une action plus rapide, et la borne était aussi plus solide. Le duo est aussi connu pour Sea Wolf et surtout Wizard of Wor.  C'est le premier jeu licencié par un japonais à être distribué aux États-Unis. Il a été peu diffusé en Europe.
Le jeu connaît une déclinaison avec Boot Hill en 1977. Le principe de jeu a également été repris dans Outlaw (en) de Atari Inc. en 1976.